# Xanthoparmelia afrolavicola
Xanthoparmelia afrolavicola är en lavart som beskrevs av Hale. Xanthoparmelia afrolavicola ingår i släktet Xanthoparmelia och familjen Parmeliaceae.   Inga underarter finns listade i Catalogue of Life.